# Brachyblast

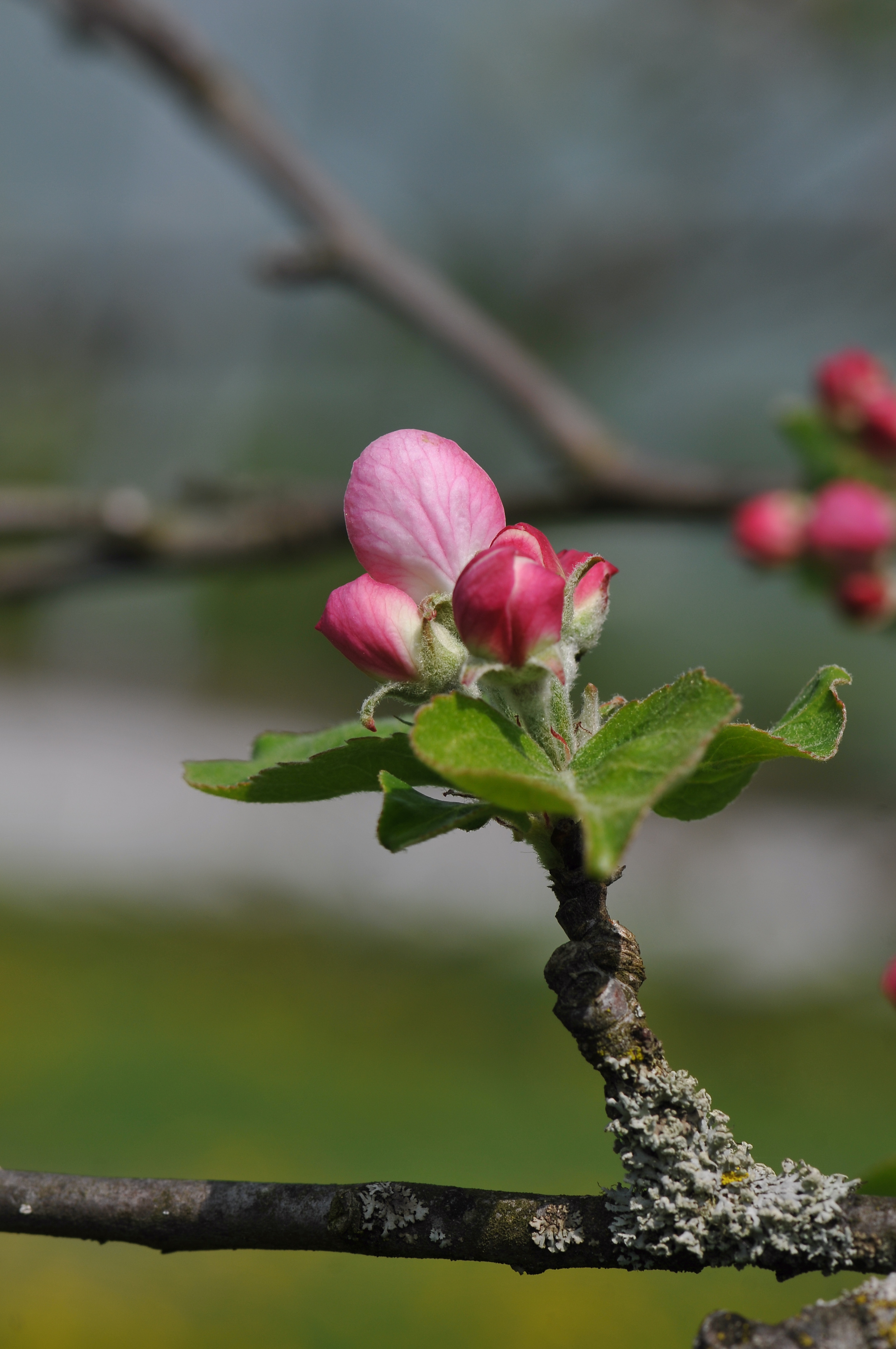
Brachyblast jabloně s květními pupeny

Brachyblast (též kolcová větévka) je zkrácená větévka. U některých jehličnatých stromů čeledi borovicovitých z ní vyrůstá jehličí. Nevyskytuje se však u všech jehličnanů. U každého jehličnanu se používá jiný název podle druhu a stavby stromu. Po sezónním opadnutí jehlic (např. u modřínu) tam větvička zůstává a později vyrostou nové na tom samém místě. Naproti tomu u borovice se jehlice obměňují průběžně a nové jehlice vyrůstají na jiném brachyblastu. I v tomto případě však brachyblast zůstává.
Jako brachyblast se označují také krátké kolcové větévky u ovocných stromů, na nichž mají listy zhuštěný růst. U jádrovin (hrušně, jabloně, …) jsou brachyblasty zároveň plodonoši, tj. krátkými větvičkami na nichž strom přednostně zakládá květy a následně i plodí. U planých stromů a u peckovin se brachyblasty vyskytují spíše jako krátké ostré větvičky, které představují analogickou strukturu (tj. shodnou funkcí a odlišnou původem) k trnům (např. trnka).